# Aker Stadion
Aker Stadion antes llamado Molde Stadion es un estadio de fútbol ubicado en Molde, Noruega, fue inaugurado en el año de 1998, tiene una capacidad para 11 800 aficionados cómodamente sentados, su equipo local es el Molde FK de la Tippeligaen noruega. Ha sido apodado Røkkeløkka por los hinchas del Molde en honor a Kjell Inge Røkke, el exdueño del equipo que pagó por gran parte de su construcción.